# Ernst Balzli
Ernst Balzli (* 10. April 1902 in Bolligen; † 3. Januar 1959 ebenda) war ein Schweizer Schriftsteller und Radioschaffender, der Jugendbücher in Standarddeutsch sowie Erzählungen, Gedichte und Theaterstücke in berndeutscher Mundart verfasste.

## Leben
Ernst Balzli war ursprünglich Lehrer. Er arbeitete 1946 bis 1954 bei Radio Bern. Dort machte er sich vor allem durch seine beliebten Dialekthörspiele nach Werken von Jeremias Gotthelf einen Namen. Nach vernichtender Kritik von Walter Muschg (1898–1965) und anderen Literaturwissenschaftern gab er seine Tätigkeit für das Radio wieder auf und kehrte in den Schuldienst zurück.
Seine zwei Dutzend Theaterstücke wurden fast alle vom Berner Heimatschutz-Theater aufgeführt. Seine Gedichte und Erzählungen wurden unter anderem in Rudolf von Tavels Zeitschrift Die Garbe veröffentlicht, deren Redaktion er von 1934 bis 1954 angehörte.
Balzlis Nachlass befindet sich in der Burgerbibliothek Bern. Er war der Vater des Filmproduzenten und Regisseurs Res Balzli.

## Werke (Auswahl)
- Meine Buben: Kleine Geschichten. Sauerländer, Aarau 1927 (Erzählungen).
- Dr Schatte: Ein berndeutsches Trauerspiel in drei Akten. Sauerländer, Aarau 1927 (Drama).
- Von Blondzöpfen und Krausköpfen: Geschichten aus der Schulstube. Sauerländer, Aarau 1927 (Jugendbuch).
- Burebrot: Es Gschichtebüechli. Sauerländer, Aarau 1931 (Erzählung).
- Bureglück: Gschichten us em Bärnbiet. Friedrich Reinhardt, Basel 1938 (Erzählungen).
- Bärn: Es Hämpfeli Värse. Alfred Scherz Verlag, Bern 1938 (Gedichte).
- Bärner Röseler: Zytig Öpfel vo mym Gschichteboum. Alfred Scherz Verlag, 1942 (Erzählungen).
- Silberfäde: Wiehnachtsvärsli. Alfred Scherz Verlag, Bern 1942 (Gedichte).
- Jahrringe. Francke, Bern 1946 (Mundartverse).
- Wirbel im Strom. Friedrich Reinhardt, Basel 1952 (Erzählung).
- (mit anderen:) Bärner Gschichte Alfred Scherz Verlag, 1942 (Erzählung).
- Hanni Steiner. Sauerländer, (mehrere Auflagen)
- Hanni Steiners zweite Prüfung. Sauerländer, (mehrere Auflagen)
- Ähriläset. Francke, Bern 1954, (Erzählungen).
- Blick uf d’Wält: Gedicht us Ärnscht Balzlis Schribtisch. Scherz, Bern 1959 (Gedichte).
- Bärnerchoscht. Syner schönschte Gschichte. Viktoria, Ostermundigen 1975 (Erzählungen).
- Bärnerchoscht. Zwöite Gang. Viktoria, Ostermundigen 1976 (Erzählungen).
- Meiebluescht: Syner schönschte Gedicht. Viktoria, Ostermundigen 1979 (Gedichte).
- (mit anderen:) Der Läbchueche: Bärndütschi Gschichte für d’Wiehnachtszyt. Sonnenheimat, Bern 1985 (Gedichte).